# Иоанна II (королева Наварры)
Жанна (Иоанна, Хуанна) II Французская (фр. Jeanne II de France, исп. Juana II de Francia; 28 января 1312, Замок Конфлан, Франция — 6 октября 1349, Замок Конфлан, Франция) — королева Наварры с 1328 года, титулярная графиня Шампани и Бри с 1317 года, дочь короля Франции и Наварры Людовика X Сварливого и его первой жены Маргариты Бургундской, дочери герцога Бургундии Роберта II. Правнучка Людовика IX Святого по материнской линии и праправнучка — по отцовской. Происходила из династии Капетингов.

## Биография
Вскоре после рождения Жанны её мать была уличена в прелюбодеянии и сослана в замок Шато-Гайар, где и умерла.
После смерти её отца, короля Людовика X и смерти новорождённого единокровного брата Иоанна I Посмертного, Жанна являлась наследницей своего отца. Однако вследствие подозрения в незаконнорождённости её кандидатура не нашла поддержки в лице совета пэров, за исключением бургундцев. На престол Франции и Наварры был избран Филипп Длинный, брат Людовика X. Вдова герцога Бургундии Роберта II Агнесса (Аньес) — дочь Людовика IX Святого и бабка Жанны, яро протестовала против узурпации власти. В итоге стороны пришли к соглашению. Филипп V 27 марта 1318 года признал Жанну своей наследницей в случае отсутствия у него сыновей в королевстве Наварры и графстве Шампань и Бри. По этому же соглашению король Филипп V выдал её замуж за Филиппа д’Эврё, сына своего дяди и сторонника, и передал малолетней паре графства Ангулем и Мортен, возведя их в ранг пэрства. Однако после смерти в 1322 году Филиппа V, не оставившего наследников мужского пола, соглашение исполнено не было. Новый король Франции, младший брат Филиппа, Карл IV стал также королём Наварры и владетелем Шампани, повторив предыдущие условия договора с Жанной.
В 1328 году умер король Франции и Наварры Карл IV Красивый, оставив после себя беременную жену. Регентом Франции был избран его двоюродный брат, Филипп де Валуа, который не являлся потомком наваррских королей и графов Шампани. После рождения вдовой Карла IV дочери ассамблея наваррской знати признала монархами Наварры Жанну и её мужа Филиппа д’Эврё. 5 марта 1329 года Филипп и Жанна в соборе Санта-Мария-ла-Реаль в Памплоне были коронованы епископом Памплоны Арнальдо де Барбазаном как король и королева Наварры. Таким образом королевство Наварра снова стало самостоятельным.
Король Франции Филипп VI признал это избрание, но Жанна была вынуждена отказаться за себя и своё потомство от претензий на французский трон. Проблемным долгое время оставался вопрос наследования графства Шампани. По соглашению, заключённому 14 марта 1336 года, Филипп и Жанна окончательно отказались от прав на Шампань и Бри, и за ними закреплены графства Ангулем и Мортен, а также замки Бенон в Онисе и Фонтене-ле-Абаттю в Пуату. Жанне и её мужу были переданы также ещё ряд владений в Вексене (Понтуаз, Бомон-сюр-Уаз и Аснье-сюр-Уаз). Никогда активно не оспаривавшая свои права, в документах Жанна перед титулом королевы Наварры тем не менее подписывалась как «дочь короля Франции», по мнению историков — с явным намёком на узурпацию престола ветвью Валуа.
Жанна умерла от чумы в 1349 году. Ей наследовал старший сын, Карл II Злой, получивший после смерти отца в 1343 году также графство Эврё, и в ходе Столетней войны периодически возобновлявший претензии как на Шампань, так и на престол Франции.

## Брак и дети
Муж: с 18 июня 1318 года Филипп III д’Эврё (27 марта 1306 — 23 сентября 1343), граф д'Эврё и де Лонгвиль с 1319, король Наварры с 1328, пэр Франции. Дети:
- Мария (ок. 1330 — 29 апреля 1347); муж: с 23 июля 1338 Педро IV Чопорный (5 сентября 1319 — 5 января 1387), король Арагона
- Бланка (1331 — 5 октября 1398); муж: с 11 января 1350 Филипп VI (1293 — 22 августа 1350), король Франции
- Карл II Злой (17 мая 1332 — 1 января 1387), король Наварры с 1349
- Агнесса (1334—1391); муж: с 4 августа 1349 (развод декабрь 1362) Гастон III Феб (30 апреля 1331 — 1 августа 1391), граф де Фуа и виконт де Беарн
- Жанна (ок. 1336/1337 — 3 июля 1387), монахиня
- Филипп (ок. 1336 — 29 августа 1363), граф де Лонгвиль с 1343
- Жанна (ок. 1339 — 20 ноября 1403); муж: с 1373/1377 Жан I (ок. 1329 — после 24 февраля 1396), виконт де Роан
- Людовик (1341—1372), граф де Бомон-ле-Роже